# Enteremna dolerastis
Enteremna dolerastis är en fjärilsart som beskrevs av Edward Meyrick 1890. Enteremna dolerastis ingår i släktet Enteremna och familjen plattmalar. Inga underarter finns listade i Catalogue of Life.